# "Ding" Darling
Jay Norwood Darling (21 de octubre de 1876-12 de febrero de 1962), más conocido como Ding Darling, fue un animador estadounidense que ganó dos Premios Pulitzer. Fue una figura muy importante en el movimiento del siglo XX por la conservación natural de la fauna y fundó la National Wildlife Federation. Además, se le conocía por ser un amigo cercano de Walt Disney.

## Biografía
Darling Nació en Norwood, Míchigan, donde sus padres, Clara R. (Woolson) y Marcellus Warner Darling, acababan de mudarse para que Marcellus pudiera trabajar como ministro. El año 1886, la familia se fue a Sioux City, Iowa, donde Darling empezó a desarrollar interés sobre la naturaleza y el mundo animal, gracias a asus paseos por los prados. Allí aprendió la importancia de la conservación natural de muy joven, cuando su tío le riñó por disparar a un pato durante la temporada de nidificación.
Darling empezó la universidad el año 1894 en el Yankton College en Dakota del Sur y se cambió al Beloit College en Wisconsin al año siguiente, donde inició sus estudios en pre-medicina y se hizo miembro de Beta Theta Pi. En Beloit se convirtió el editor de arte del anuario i firmó por primera vez con la contracción de su nombre, D'ing, un apodo que se quedó.

## Dibujos animados editoriales
El año 1900, Ding comenzó como reportero en el Sioux City Journal. Después, se casó con Geneive Pendleton en el 1906 y entró a trabajar en el Des Moines Register and Leader. En 1911, se marchó a Nueva York y trabajó con el New York Globe, pero volvió a Des Moines el 1913. Tres años después, 1916, volvió a Nueva York y aceptó un trabajo en el New Yor Herald Tribune. El 1919, Darling volvió a Des Moines donde siguió con su carrera como animador, ganando el Premio Pulitzer por animación editorial el 1934 y, otra vez, el 1943. Sus animaciones se publicaron desde el 1917 hasta el 1949 en el New York Herald Tribune. 

## Conservación natural
Darling dibujó algunas animaciones relacionadas con la conservación natural y fue una figura importante en el movimiento conservacionista. Franklin Roosevelt, el presidente, le designó el lazo azul del Comité de Restauración de la Fauna el 1934. Roosevelt buscaba el equilibrio político y metió a Hoover Republican en el comité, sabiendo que era un fiel defensor de la gestión de la fauna.
Darling inició su programa de la Federal Duck Stamp y diseñó su primera estampa. Roosevelt le designó el jefe de la U.S. Biological Survey, el antepasado de U.S. Fish and Wildlife Service. El J.N. "Ding" Darling National Wildlife Refuge en la isla de Sanibel, al sudoeste de Florida lleva su nombre, así como el lago Lake Darling State Park en Iowa, que le dedicarón el 17 de septiembre de 1950. El lago Darling, con una extensión de 39 kilómetros cuadrados (aproximadamente), está en el Upper Souris National Wildlife Refuge, también lleva su nombre en honor a él. 

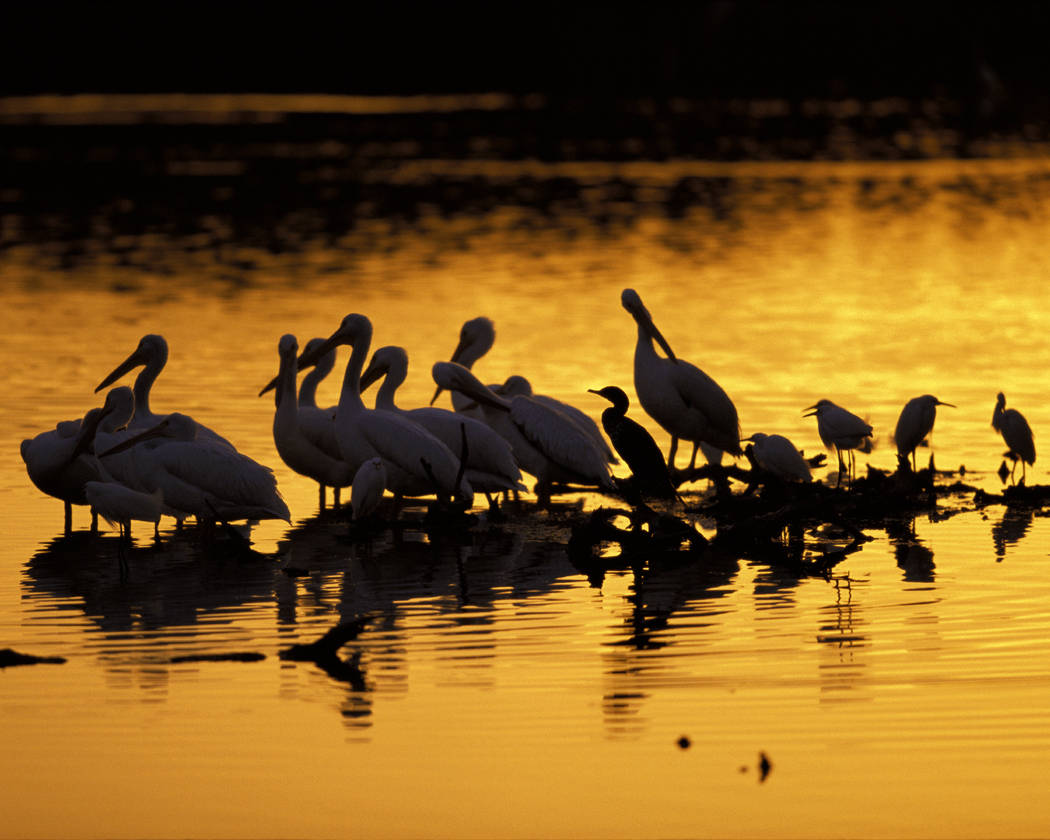
J.N. Ding Darling National Wildlife Refuge

Hace poco, un hotel en el National Conservation Training Center, cerca de Shepherdstown, Virginia Occidental, se nombró en su honor.
Darling fue elegido miembro del Boone and Crockett Club, una organización por la conservación de la fauna, el 13 de septiembre del 1934.
Además, tuvo un rol esencial en la fundación del National Wildlife Federation en el 1936, cuando el presidente Franklin Roosevelt convocó la primera Conferencia por la Fauna en Norteamérica (ahora la Conferencia por la Fauna Norteamerciana y Recursos Naturales) administrada por el Instituto de la Fauna Americana (ahora el Instituto de Gestión de la Fauna).

## Premios
Darling recibió el premio anual Premio Pulitzer por Animación Editorial, donde se dio el reconocimiento a dos trabajos de Des Moines Register and Tribune como los mejores del año, In Good Old USA (1923) y What a place for a Waste Paper Salvage Campaign (1942).
EN 1960, la Sociedad Nacional de Audubon galardonó a Darling con la medalla Audubon por sus logros en el ámbito conservacional.